# Liste der Richter am Obersten Gerichtshof der Vereinigten Staaten
Die Liste der Richter am Obersten Gerichtshof der Vereinigten Staaten führt alle Mitglieder des Supreme Court in den Vereinigten Staaten von Amerika seit dessen Einrichtung im Jahr 1789 auf.

## Derzeitige Mitglieder
| Justice Geburtsdatum                                                    | Justice Geburtsdatum                         | Ernannt von Präsident | Alter Ernannt | Alter Jetzt | Amtsantritt / Bisherige Amtszeitdauer |
| ----------------------------------------------------------------------- | -------------------------------------------- | --------------------- | ------------- | ----------- | ------------------------------------- |
|                                                                         | John Roberts (Chief Justice) 27. Januar 1955 | George W. Bush (R)    | 50            | 70          | 29. Sep. 2005 19 Jahre und 300 Tage   |
|                                                                         | Clarence Thomas 23. Juni 1948                | George H. W. Bush (R) | 43            | 77          | 23. Okt. 1991 33 Jahre und 276 Tage   |
|                                                                         | Samuel Alito 1. April 1950                   | George W. Bush (R)    | 55            | 75          | 31. Jan. 2006 19 Jahre und 176 Tage   |
|                                                                         | Sonia Sotomayor 25. Juni 1954                | Barack Obama (D)      | 55            | 71          | 8. Aug. 2009 15 Jahre und 352 Tage    |
|                                                                         | Elena Kagan 28. April 1960                   | Barack Obama (D)      | 50            | 65          | 7. Aug. 2010 14 Jahre und 353 Tage    |
|                                                                         | Neil Gorsuch 29. August 1967                 | Donald Trump (R)      | 49            | 57          | 10. Apr. 2017 8 Jahre und 107 Tage    |
|                                                                         | Brett Kavanaugh 12. Februar 1965             | Donald Trump (R)      | 53            | 60          | 6. Okt. 2018 6 Jahre und 293 Tage     |
|                                                                         | Amy Coney Barrett 28. Januar 1972            | Donald Trump (R)      | 48            | 53          | 27. Okt. 2020 4 Jahre und 272 Tage    |
| Offizielles Supreme Court Porträt von Ketanji Brown Jackson (Juni 2022) | Ketanji Brown Jackson 14. September 1970     | Joe Biden (D)         | 51            | 54          | 30. Juni 2022 3 Jahre und 26 Tage     |

## Frühere Besetzung

### Chief Justice
| Foto | Name                  | Geburts-/Todesjahr | Amtsdauer | Jahre | Ernannt von Präsident |
| ---- | --------------------- | ------------------ | --------- | ----- | --------------------- |
|      | John Jay              | 1745–1829          | 1789–1795 | 5     | George Washington     |
|      | John Rutledge         | 1739–1800          | 1795      | 0     | George Washington     |
|      | Oliver Ellsworth      | 1745–1807          | 1796–1800 | 4     | George Washington     |
|      | John Marshall         | 1755–1835          | 1801–1835 | 34    | John Adams            |
|      | Roger B. Taney        | 1777–1864          | 1836–1864 | 28    | Andrew Jackson        |
|      | Salmon P. Chase       | 1808–1873          | 1864–1873 | 8     | Abraham Lincoln       |
|      | Morrison R. Waite     | 1816–1888          | 1874–1888 | 14    | Ulysses S. Grant      |
|      | Melville W. Fuller    | 1833–1910          | 1888–1910 | 21    | Grover Cleveland      |
|      | Edward Douglass White | 1845–1921          | 1910–1921 | 10    | William Howard Taft   |
|      | William Howard Taft   | 1857–1930          | 1921–1930 | 8     | Warren G. Harding     |
|      | Charles Evans Hughes  | 1862–1948          | 1930–1941 | 11    | Herbert Hoover        |
|      | Harlan Fiske Stone    | 1872–1946          | 1941–1946 | 4     | Franklin D. Roosevelt |
|      | Fred M. Vinson        | 1890–1953          | 1946–1953 | 7     | Harry S. Truman       |
|      | Earl Warren           | 1891–1974          | 1953–1969 | 16    | Dwight D. Eisenhower  |
|      | Warren E. Burger      | 1907–1995          | 1969–1986 | 17    | Richard Nixon         |
|      | William H. Rehnquist  | 1924–2005          | 1986–2005 | 19    | Ronald Reagan         |

### Beigeordnete Richter
| Foto | Name                        | Geburts-/ Todesjahr | Amtsdauer | Jahre | Ernannt von Präsident |
| ---- | --------------------------- | ------------------- | --------- | ----- | --------------------- |
|      | James Wilson                | 1742–1798           | 1789–1798 | 08    | George Washington     |
|      | John Rutledge               | 1739–1800           | 1790–1791 | 01    | George Washington     |
|      | William Cushing             | 1732–1810           | 1790–1810 | 20    | George Washington     |
|      | John Blair                  | 1732–1800           | 1789–1796 | 05    | George Washington     |
|      | James Iredell               | 1750–1799           | 1790–1799 | 09    | George Washington     |
|      | Thomas Johnson              | 1732–1819           | 1791–1793 | 01    | George Washington     |
|      | William Paterson            | 1745–1806           | 1793–1806 | 13    | George Washington     |
|      | Samuel Chase                | 1741–1811           | 1796–1811 | 15    | George Washington     |
|      | Bushrod Washington          | 1762–1829           | 1798–1829 | 31    | John Adams            |
|      | Alfred Moore                | 1755–1810           | 1799–1804 | 04    | John Adams            |
|      | William Johnson             | 1771–1834           | 1804–1834 | 30    | Thomas Jefferson      |
|      | Henry Brockholst Livingston | 1757–1823           | 1806–1823 | 16    | Thomas Jefferson      |
|      | Thomas Todd                 | 1765–1826           | 1807–1826 | 18    | Thomas Jefferson      |
|      | Gabriel Duvall              | 1752–1844           | 1811–1835 | 23    | James Madison         |
|      | Joseph Story                | 1779–1845           | 1811–1845 | 33    | James Madison         |
|      | Smith Thompson              | 1768–1843           | 1823–1843 | 20    | James Monroe          |
|      | Robert Trimble              | 1776–1828           | 1826–1828 | 02    | John Quincy Adams     |
|      | John McLean                 | 1785–1861           | 1829–1861 | 32    | Andrew Jackson        |
|      | Henry Baldwin               | 1780–1844           | 1830–1844 | 14    | Andrew Jackson        |
|      | James Moore Wayne           | 1790–1867           | 1835–1867 | 32    | Andrew Jackson        |
|      | Philip Pendleton Barbour    | 1783–1841           | 1836–1841 | 04    | Andrew Jackson        |
|      | John Catron                 | 1786–1865           | 1837–1865 | 28    | Andrew Jackson        |
|      | John McKinley               | 1780–1852           | 1837–1852 | 14    | Martin Van Buren      |
|      | Peter Vivian Daniel         | 1784–1860           | 1841–1860 | 19    | Martin Van Buren      |
|      | Samuel Nelson               | 1792–1873           | 1845–1872 | 27    | John Tyler            |
|      | Levi Woodbury               | 1789–1851           | 1845–1851 | 05    | James K. Polk         |
|      | Robert Cooper Grier         | 1794–1870           | 1846–1870 | 23    | James K. Polk         |
|      | Benjamin Robbins Curtis     | 1809–1874           | 1851–1857 | 06    | Millard Fillmore      |
|      | John Archibald Campbell     | 1811–1889           | 1853–1861 | 06    | Franklin Pierce       |
|      | Nathan Clifford             | 1803–1881           | 1858–1881 | 23    | James Buchanan        |
|      | Noah Haynes Swayne          | 1804–1884           | 1862–1881 | 18    | Abraham Lincoln       |
|      | Samuel Freeman Miller       | 1816–1890           | 1862–1890 | 28    | Abraham Lincoln       |
|      | David Davis                 | 1815–1886           | 1862–1877 | 14    | Abraham Lincoln       |
|      | Stephen Johnson Field       | 1816–1899           | 1863–1897 | 34    | Abraham Lincoln       |
|      | William Strong              | 1808–1895           | 1870–1880 | 10    | Ulysses S. Grant      |
|      | Joseph P. Bradley           | 1813–1892           | 1870–1892 | 22    | Ulysses S. Grant      |
|      | Ward Hunt                   | 1810–1886           | 1873–1882 | 09    | Ulysses S. Grant      |
|      | John Marshall Harlan        | 1833–1911           | 1877–1911 | 34    | Rutherford B. Hayes   |
|      | William Burnham Woods       | 1824–1887           | 1880–1887 | 07    | Rutherford B. Hayes   |
|      | Stanley Matthews            | 1824–1889           | 1881–1889 | 07    | James A. Garfield     |
|      | Horace Gray                 | 1828–1902           | 1882–1902 | 20    | Chester A. Arthur     |
|      | Samuel Blatchford           | 1820–1893           | 1882–1893 | 11    | Chester A. Arthur     |
|      | Lucius Q. C. Lamar          | 1825–1893           | 1888–1893 | 05    | Grover Cleveland      |
|      | David Josiah Brewer         | 1837–1910           | 1890–1910 | 20    | Benjamin Harrison     |
|      | Henry Billings Brown        | 1836–1913           | 1890–1906 | 16    | Benjamin Harrison     |
|      | George Shiras Jr.           | 1832–1924           | 1892–1903 | 10    | Benjamin Harrison     |
|      | Howell Edmunds Jackson      | 1832–1895           | 1893–1895 | 02    | Benjamin Harrison     |
|      | Edward Douglass White       | 1845–1921           | 1894–1910 | 16    | Grover Cleveland      |
|      | Rufus Wheeler Peckham       | 1838–1909           | 1895–1909 | 14    | Grover Cleveland      |
|      | Joseph McKenna              | 1843–1926           | 1898–1925 | 26    | William McKinley      |
|      | Oliver Wendell Holmes, Jr.  | 1841–1935           | 1902–1932 | 30    | Theodore Roosevelt    |
|      | William R. Day              | 1849–1923           | 1903–1922 | 19    | Theodore Roosevelt    |
|      | William Henry Moody         | 1853–1917           | 1906–1910 | 03    | Theodore Roosevelt    |
|      | Horace Harmon Lurton        | 1844–1914           | 1910–1914 | 04    | William Howard Taft   |
|      | Charles Evans Hughes        | 1862–1948           | 1910–1916 | 05    | William Howard Taft   |
|      | Willis Van Devanter         | 1859–1941           | 1911–1937 | 26    | William Howard Taft   |
|      | Joseph Rucker Lamar         | 1857–1916           | 1911–1916 | 04    | William Howard Taft   |
|      | Mahlon Pitney               | 1858–1924           | 1912–1922 | 10    | William Howard Taft   |
|      | James C. McReynolds         | 1862–1946           | 1914–1941 | 26    | Woodrow Wilson        |
|      | Louis Brandeis              | 1856–1941           | 1916–1939 | 22    | Woodrow Wilson        |
|      | John Hessin Clarke          | 1857–1945           | 1916–1922 | 05    | Woodrow Wilson        |
|      | George Sutherland           | 1862–1942           | 1922–1938 | 15    | Warren G. Harding     |
|      | Pierce Butler               | 1866–1939           | 1922–1939 | 16    | Warren G. Harding     |
|      | Edward Terry Sanford        | 1865–1930           | 1923–1930 | 07    | Warren G. Harding     |
|      | Harlan Fiske Stone          | 1872–1946           | 1925–1941 | 16    | Calvin Coolidge       |
|      | Owen Roberts                | 1875–1955           | 1930–1945 | 15    | Herbert Hoover        |
|      | Benjamin N. Cardozo         | 1870–1938           | 1932–1938 | 06    | Herbert Hoover        |
|      | Hugo Black                  | 1886–1971           | 1937–1971 | 34    | Franklin D. Roosevelt |
|      | Stanley Forman Reed         | 1884–1980           | 1938–1957 | 19    | Franklin D. Roosevelt |
|      | Felix Frankfurter           | 1882–1965           | 1939–1962 | 23    | Franklin D. Roosevelt |
|      | William O. Douglas          | 1898–1980           | 1939–1975 | 36    | Franklin D. Roosevelt |
|      | Frank Murphy                | 1890–1949           | 1940–1949 | 09    | Franklin D. Roosevelt |
|      | James F. Byrnes             | 1882–1972           | 1941–1942 | 01    | Franklin D. Roosevelt |
|      | Robert H. Jackson           | 1892–1954           | 1941–1954 | 13    | Franklin D. Roosevelt |
|      | Wiley Blount Rutledge       | 1894–1949           | 1943–1949 | 06    | Franklin D. Roosevelt |
|      | Harold Hitz Burton          | 1888–1964           | 1945–1958 | 13    | Harry S. Truman       |
|      | Tom C. Clark                | 1899–1977           | 1949–1967 | 18    | Harry S. Truman       |
|      | Sherman Minton              | 1890–1965           | 1949–1956 | 07    | Harry S. Truman       |
|      | John Marshall Harlan II     | 1899–1971           | 1955–1971 | 16    | Dwight D. Eisenhower  |
|      | William Joseph Brennan      | 1906–1997           | 1956–1990 | 33    | Dwight D. Eisenhower  |
|      | Charles Evans Whittaker     | 1901–1973           | 1957–1962 | 05    | Dwight D. Eisenhower  |
|      | Potter Stewart              | 1915–1985           | 1958–1981 | 23    | Dwight D. Eisenhower  |
|      | Byron White                 | 1917–2002           | 1962–1993 | 31    | John F. Kennedy       |
|      | Arthur Goldberg             | 1908–1990           | 1962–1965 | 03    | John F. Kennedy       |
|      | Abe Fortas                  | 1910–1982           | 1965–1969 | 04    | Lyndon B. Johnson     |
|      | Thurgood Marshall           | 1908–1993           | 1967–1991 | 24    | Lyndon B. Johnson     |
|      | Harry A. Blackmun           | 1908–1999           | 1970–1994 | 24    | Richard Nixon         |
|      | Lewis F. Powell             | 1907–1998           | 1972–1987 | 15    | Richard Nixon         |
|      | William H. Rehnquist        | 1924–2005           | 1971–1986 | 14    | Richard Nixon         |
|      | John Paul Stevens           | 1920–2019           | 1975–2010 | 35    | Gerald Ford           |
|      | Sandra Day O’Connor         | 1930–2023           | 1981–2006 | 24    | Ronald Reagan         |
|      | Antonin Scalia              | 1936–2016           | 1986–2016 | 29    | Ronald Reagan         |
|      | Anthony Kennedy             | 1936                | 1988–2018 | 30    | Ronald Reagan         |
|      | David Souter                | 1939–2025           | 1990–2009 | 19    | George Bush           |
|      | Ruth Bader Ginsburg         | 1933–2020           | 1993–2020 | 27    | Bill Clinton          |
|      | Stephen Breyer              | 1938                | 1994–2022 | 28    | Bill Clinton          |

## Berufungen ohne Amtsantritt
Robert Hanson Harrison wurde 1790 von George Washington zum Richter am Supreme Court berufen, lehnte die Berufung aber aus gesundheitlichen Gründen ab. Außerdem wurde Edwin M. Stanton im Dezember 1869 unter Präsident Ulysses S. Grant zum Richter berufen, starb aber vier Tage nach seiner Bestätigung durch den Senat noch vor Amtsantritt.